# Dilochiopsis scortechinii
Dilochiopsis scortechinii är en orkidéart som först beskrevs av Joseph Dalton Hooker, och fick sitt nu gällande namn av Friedrich Gustav Brieger. Dilochiopsis scortechinii ingår i släktet Dilochiopsis och familjen orkidéer. Inga underarter finns listade i Catalogue of Life.